# Niels Hansen Jacobsen
 Der er flere personer med dette navn, se Niels Hansen.
Niels Hansen Jacobsen (født 10. september 1861 i Vejen, død 26. november 1941 sammesteds) var en dansk billedhugger og selvlært keramiker. Hansen Jacobsen arbejdede meget med gengivelse af de indre forestillinger. Det kan hævdes, at det var i fremstillingen af fantastiske væsner hentet fra fantasiens, mytologiens eller de abstrakte begrebers verden, at han skabte sine mest vellykkede værker. I tråd med resten af de symbolistiske kunstnere gjorde han oprør mod den naturalisme og realisme, der hidtil havde været det altoverskyggende udtryk inden for kunsten. Med værkerne Natten, Trold, der vejrer kristenblod og Skyggen skabte han nogle af europæisk skulpturs mærkeligste og mest fascinerende figurer. Med Vejen Kunstmuseum fik Hansen Jacobsen i 1924 sit eget museum.
Hansen Jacobsen har blandt andet været en inspirationskilde for de senere kunstnere Erik Nyholm og Bjørn Nørgaard.

## Barndom
Niels Hansen Jacobsens forældre var gårdejer Carl Peter Jacobsen (1819-1903) og Anna Kirstine Hansen (1822-91) i Vejen. På trods af faderens ønske om, at sønnen blev landmand, valgte han at søge ind på billedhuggerskolen på Kunstakademiet i København, hvor han blev uddannet i årene 1884-1888. Faderen var ikke just begejstret for denne beslutning, og Hansen Jacobsens monograf Niels Th. Mortensen fortæller at: “Selv efter at Niels Hansen Jacobsen havde vundet sig europæisk Ry som Billedhugger, kunde Faderen ikke rigtig tilgive Sønnen, at han havde svigtet Gaarden. Imponeret af Sønnen og hans Værker blev han aldrig - han betragtede ham alle Dage slet og ret som ‘Stenkløver’”. Moderen var derimod en stor støtte, både moralsk og økonomisk, i hans beslutning om at søge ind på Kunstakademiet som 23-årig.

## Uddannelse
På Kunstakademiet fik han tegneundervisning af Frederik Vermehren og Carl Bloch, mens billedhuggeren Johan C.H. Theobald Stein underviste i anatomi og Vilhelm Bissen i modellering.
På akademiet lærte Hansen Jacobsen bl.a. at beherske tidens naturalisme, hvilket tydeligt ses i hans tidlige værker, eks. skulpturen Loke lænket til klipperne fra 1888-1889, som han debuterede med på Charlottenborg i 1889. Skulpturen er udført i tidens naturalistiske stil og indenfor den herskende traditions normer. Den muskuløse krop er modelleret efter levende model og er stærkt inspireret af Michelangelos to berømte slaveskulpturer (1513-16). Værket vakte stor opsigt, blev købt af Statens Museum for Kunst og indbragte ham både årsmedaljen (Eckersberg Medaillen) og et rejselegat, som førte ham på rejse ned gennem Europa. Med værker som Natten, Skyggen, Friheden og Trold, der lugter kristenblod udviklede han senere sit eget særprægede formsprog, der i mindre grad var præget af tidens kunstneriske normer.

## Paris ophold
I 1892 bosatte Hansen Jacobsen sig i Paris med sin hustru Anna Gabriele Rohde (1862-1902) - et ophold hvor han blev stærkt påvirket af symbolismen. Hans trang til opgør med den akademiske tradition slog her igennem, og med Døden og Moderen trænger hans forkærlighed for den symbolistiske fremstilling igennem. I denne tid videreudviklede han sin symbolistiske skulpturs formudtryk, som senere skulle blive hans adelsmærke. Fra midten af 1890’erne, under opholdet i Paris, var Hansen Jacobsen ligeledes begyndt at arbejde med keramikken, som blev en livslang beskæftigelse for ham.
Efter hustruens død i 1902 vendte Hansen Jacobsen tilbage til Danmark og levede en delt tilværelse med hjem og værksted om vinteren i København og om sommeren i sin fødeby Vejen. En vigtig bestilling bar ham gennem den svære tid efter hustruens død – monumentet Modersmålet, der i 1903 blev indviet i anlægget ved det historiske samlingssted Skibelund Krat. Samtidig arbejdede han på et monument for Ahlmann til opstilling i Nordjylland samt en mindesten for Cornelius Appel til opstilling i henholdsvis Rødding og Skibelund Krat. I 1908 giftede han sig med Kaja Jørgensen (1882-1928). I årene efter hjemkomsten til Danmark kom et nyt arbejdsfelt til at fylde meget i hans produktion: hugning af grav- og mindesten. De kan ses i mange dele af landet. På Vejen Kunstmuseums hjemmeside er der en kortlægning og beskrivelse af en del af hans grav- og mindesten.
| - Værker af Niels Hansen Jacobsen - Modersmålet, 1901 - Cornelius Appels sten i Skibelund Krat - Mindesten ved Rødding Frimenighedskirke - Troldespringvandet, Trold, der vejrer kristenblod, ved Vejen Kunstmuseum (1923) |

I 1905 var Niels Hansen Jacobsen medstifter af De frie Billedhuggere, som i årene 1905-1913 fungerede som en selvstændig sammenslutning ved siden af Den Frie Udstilling. Et af hans bedst kendte værker var skulpturen, En Trold, der vejrer Kristenkød, som nu står som en del af Troldespringvandet foran Vejen Kunstmuseum og i øvrigt indgik i Vejens kommunevåben.
I 1913 opførte Hansen Jacobsen et atelier i mindelunden Skibelund Krat ved Askov. Dette atelier havde form af en 8-kantet hal og havde også plads til udstilling af hans skulpturer. I 1914 blev atelieret åbnet for publikum. 1923-24 opførtes et museum for Hansen Jacobsen i hans fødeby Vejen. Museet blev indviet 1. juli 1924 og er i dag Vejen Kunstmuseum. En stor del af Hansen Jacobsens arbejder er udstillet dér.
På Vejen Kirkegård, hvor Hansen Jacobsen er begravet, kan man se en del af de grav- og mindesten, han huggede til byens borgere.

## Gift to gange
Niels Hansen Jacobsen var gift to gange. I 1891 blev han gift med malerinden og præstedatteren Anna Gariele Rohde. Forfatteren Niels Th. Mortensen betegner parret som umage med den ”primitive og robuste” Niels og den ”smukke og forfinede” Anna Gabriele. Men den ”primitive” og bundjydske kunstner var samtidig visionær, fuld af gode ideer og havde tilmed efter sigende et meget venligt væsen, og disse karakteristika opvejede tilsyneladende hans mere bondske sider. Mortensen skriver videre om det umage ægteskab: “I det hele taget maa den unge Himmelstormer have gjort en mærkelig Figur i det fine, dæmpede Hjem. Men naar han først begyndte at udvikle sine mærkeligt nye ideer om Fremtidens Skulptur, lyttede man og glemte de smaa Særheder, der prægede hans Væsen og Sprog.”
I 1892 bosatte parret sig i Paris, hvor de boede i kunstnerkomplekset La Cité Fleurie på Boulevard Arago 65, i en tæt, lav bebyggelse med atelier-boliger. Som naboer havde de blandt andre den finske billedhugger Emil Wikström og den franske billedhugger og keramiker Jean Carriès. Ægteparret boede i Paris indtil 1902, hvor Anna Gabriele pludselig døde, 40 år gammel.
Efter hustruens død vendte Hansen Jacobsen aldrig tilbage til lejligheden i Paris. I stedet flyttede han hjem til sin fødegård i Vejen, hvor hans far endnu boede. Her levede kunstneren i gårdens aftægtsbolig, kaldet ”hytten”, hvortil han opførte et atelier. I årerne efter Anna Gabrieles død stod det stille med skulpturen, og han brugte i stedet sin tid på keramikken samt på at hjælpe til på sin fars gård.
I 1908 giftede Hansen Jacobsen sig med købmandsdatteren Kaja Jørgensen, som Herman Bang har opbygget sin kvindelige hovedperson i De uden fædreland (1906) over. Kaja beskrives i romanen som en ”følsom og blid ung Pige, der interesseret følger med i den aandelige Udvikling udenfor den snævre, daglige Horisont, og som har Evnen til at begejstres for og beundre Kunst og Kunstnere”. Mortensen beretter, at portrættet skulle være fuldt ud i overensstemmelse med virkeligheden, og at hun ”ligesom Hansen Jacobsen selv, [var] et Naturbarn præget af Halvfemsernes overfølsomme Symbolisme.” Parret levede sammen indtil Kajas død i 1928. De fik ingen børn, men havde til gengæld deres elskede katte.

## Stil og motiver
Eksistentielle temaer som døden, kærligheden, friheden og tiden berører Niels Hansen Jacobsen livet igennem i sine skulpturer. Det grundlæggende spørgsmål er, hvordan man tackler disse, når man er overladt til sig selv og ikke har nogen Gud. Dette følte tab af Gud og den nye tro på mennesket, som Nietzsche kaldte det, gav grobund for en ny kunstneropfattelse og nye motiver. De nye symbolistiske kunstnere så sig selv som særligt udvalgte i forbindelse med deres indre syner og sanser, og motiverne blev indadvendte og ofte præget af en melankolsk tone.

### Symbolismen
Opgøret med traditionen var én af grundpillerne i symbolisternes selvforståelse. Symbolismen er ofte blevet betegnet som det sjælelige gennembrud i kunsten. Kunstens motiver blev fundet i det enkelte menneskes inderste sjæl. Uden Gud, som Nietzsche for nylig havde erklæret for død (Also sprach Zarathustra,1883-85), opstod behovet for et nyt eksistentielt sikkerhedsnet, en ny sandhed og svarene skulle findes i det enkelte menneske eller i naturen.
Denne nye gyngende grund satte gang i en særlig interesse for at undersøge eksistensens grundvilkår og især de dramatiske og mørke sider af den. Således også hos den ikke-religiøse Niels Hansen Jacobsen, der livet igennem tog fat på livets grundlæggende vilkår som motiv i sine skulpturer.
Med sine fantasifulde og mærkværdige symbolistiske skulpturer gav Niels Hansen Jacobsen form til abstrakte fænomener som døden, natten, skyggen, friheden og tiden. Indholdet var eksistentialistisk; det handlede om menneskets grundvilkår.

### Formsprog
Niels Hansen Jacobsens skulpturer kan ses til dels som et opgør med det naturalistiske og realistiske udtryk, der hidtil havde været fremherskende, og dels som et ønske om at finde et formsprog, der var udtryk for hans egen tid og ikke for en forgangen.
Formen skulle udtrykke hans forestillinger om kunstens væsen og mål, samt ikke mindst give udtryk for symbolismens åndelige og sjælelige indhold. Resultatet af denne idé kan ses i hovedværker som Døden og moderen og Skyggen fra 1890’erne.
Som litteraten og forfatteren Henrik Wivel skriver, magtede Hansen Jacobsen, som én af de få kunstnere i Danmark, at balancere mellem de yderpoler som symbolismen opstiller, nemlig mellem det bevidste og det ubevidste (eller som den franske digter og kunstkritiker Charles Baudelaire har formuleret det: ”mellem tom idealitet og det satanisk onde”). Man kunne også sige, at Niels Hansen Jacobsen med sine skulpturer mestrede den svære balance mellem det abstrakte og det genkendelige.
Formmæssigt udviklede Hansen Jacobsen et særegent udtryk med inspiration fra den franske billedhugger Auguste Rodin, danske H.E. Freund, tidens øvrige symbolister, Art Nouveau kunsten og gotikkens fantasifuldt udformede fabelvæsner. Den furede stil, som den bliver kaldt, understøttede skulpturernes indhold ved blandt andet at undergrave kroppenes tyngde og i stedet give udtryk for figurernes delvist abstrakte karakter. Aksel Rode beskriver den furede stil i forbindelse med Trold, der vejrer kristenblod: “Riller og Fuger, som frembragt med et kraftigt Huljern gennemskjærer Figuren, og imellem Fugerne løber ophøjede, skarptkantede Baand, som en Art fantastiske Sener og Muskler. Form møder Form i en sær steometrisk Orden, og dybe Indskæringer og fremspringende Tapper eller Horn giver overfladen en mærkelig, panseragtig karakter.”
Den kantede og skarpe udgave af den furede stil nåede i 1898-99 sit højdepunkt med Militarismen. Her er de sidste rester af naturalisme borte og furernes kanter har en skarphed, der understreger figurens aggressivitet. Selvom Hansen Jacobsen på ingen måde kan tage æren for hverken den senere kubisme eller futurisme, så sender Militarismen unægtelig tankerne i retning af disse senere stilarters formudtryk.
Efter Militarismen skete der en markant forandring i Hansen Jacobsens formsprog. Han bevægede sig bort fra den furede og kantede stil, og indtil sin død i 1941 skiftede han mellem forskellige stiludtryk uden at lægge sig endeligt fast på en afløser for de genkendelige furer.
I denne 40-årige periode af sin produktion spændte han fra den socialrealistiske udtryksform i I storbyens ørken fra 1907 over et ”krøllet” udtryk som i den lidende Kong Lear fra 1904 og i det store ejendommelige og sentimentale Livets spil fra 1932-34, til et naturalistisk, men sentimentalt klingende udtryk baseret på et traditionelt modelstudie som i Dryaden fra 1918. Ifølge kunsthistoriker Teresa Nielsen er ”en ekspressiv vildhed” dog et gennemgående træk for skulpturerne efter 1899.

## Udpluk af værker

### Døden og Moderen
Døden og moderen er overgangsværket, hvor Hansen Jacobsen bevæger sig bort fra det naturalistiske udtryk og over i det symbolistiske. I mange af sine værker kredser han om døden. Første gang er netop med Døden og moderen fra 1892, hvor døden fremstilles som den grumme og ubarmhjertige knokkelmand, der med et fast greb griber skæbnesvangert ind i vores liv. Selvom mennesket, her personificeret ved moderen, kæmper en brav kamp, er der intet at stille op. Døden kommer pludseligt, og som en iskold vind tager den uden forklaring ens kære med sig.

### Natten
Herefter følger i 1895 Natten, der af kunsthistorikeren Teresa Nielsen beskrives som ”en djævlelignende skikkelse med spidse flagermuseører og flagermusevinger i stedet for arme. Figuren smyger sig hen over jorden med den ene udfoldede vinge rakt frem. Som mørket falder på, glider den hen over jordens overflade.”
Hansen Jacobsen tænker Natten som en underkuet figur, der bestandig lurer på en mulighed for at kunne overtage magten over dagen og lyset. Parallellen til livets skyggesider, menneskesindets mørke sider, der især hos det melankolske menneske kan true med at tage over, er åbenbar. Ligesom de djævlelignende træk placerer figuren som et nært familiemedlem til Døden.

### Skyggen
Skyggen fra 1897-98 er Hansen Jacobsens mest radikalt formeksperimenterende skulptur. Her er temaet endnu en gang døden: her fremstillet som den truende skygge, der konstant puster os i nakken og klæber til vores hæle for pludselig i et uagtet øjeblik at tage vores liv. Skyggen er ikke bare Niels Hansen Jacobsens symbolistiske hovedværk, men også et væsentligt værk i periodens europæiske kunst. På original vis lader Hansen Jacobsen sin forestilling om døden omsætte i en snigende og krybende skikkelse, der bundet til underverdenen går i ét med jorden.
Døden fremstår som en horisontal figur, hvis flydende og konturløse former fuldstændig bryder med skulpturtraditionens dyrkelse af såvel det monumentale som statuens sluttede form. Med sin konsekvente opløsning af formerne sprænger Hansen Jacobsen grænserne for skulpturens fysiske fremtræden. Som et udtryk for Hansen Jacobsens og tidens optagethed af døden har kunstneren forsynet skulpturen med følgende digt:
"Døden, snart er den usynlig, gjemmer sig i Vejens Støv, men indhenter og dukker op igen, naar vi mindst venter det, snigende sig stadig i vort Fodspor, umulig at undfly.”
Hansen Jacobsens radikale og uvirkelige formsprog efterlod de fleste samtidige undrende, og den hjemlige anerkendelse udeblev. Konsekvensen var, at kunstneren efter en årrække i Paris valgte at slå sig ned i hjembyen Vejen. Her blev hans originale ideer især kanaliseret over i keramiske arbejder. Der findes to afstøbninger af denne skulptur en på Statens Museum for Kunst og en på Vejen Kunstmuseum.

### Tiden og mennesket
Senere i sin produktion kredser Niels Hansen Jacobsen om tiden som et andet af livets uomgængelige grundvilkår, og her er der heller ikke den store optimisme at spore.
I den store skulpturgruppe Tiden og mennesket fra 1910 skildrer kunstneren hvordan mennesket bogstaveligt talt er underlagt tidens gang. Ud af skulpturens fod vokser en tungsindig familie på fire. Ovenover haster den bevingede personifikation af tiden uanfægtet af sted. Det eneste han har øje for er det, der ligger forude, og der er ingen tid til dvælen. Fremstillingen er letforståelig i både form og symbolik, hvilket har fået Niels Th. Mortensen til at kalde skulpturen for amatøragtig. Niels Hansen Jacobsen derimod var glad for skulpturen og gav den en fremtrædende plads i skulptursalen i sit nyindvidede museum.

### Vor Tids Ansigt
I Vor tids ansigt fra 1921 beskæftiger Hansen Jacobsen sig igen med tiden, og denne gang er tiden ikke blot ubarmhjertig, men direkte grum. Teresa Nielsen beskriver figuren:
“Det er et uhyggeligt mandsansigt, fortrukket i vrede, en truende knyttet hånd løfter sig, og det ser ud som en frygtelig storm blæser. Den rusker i Tidens lange hår, og omkring ham bølger et slynget ornament, der kan minde om uvejrsskyer eller oprørte bølger. Skulpturen har et dekorativt præg med det slyngede art noveau-agtige ornament, der minder om figurerne fra 1890’erne.”
Skulpturen kan både tolkes som et billede på samtiden, og dermed som et billede på 1. verdenskrig og efterdønningerne efter denne, og den kan ses som et billede på tiden som generelt begreb. I begge tilfælde er der grund til bekymring. Det moderne menneske har erkendt, at der ikke findes absolutte værdier og griber i stedet muligheden for selv at give mening til sit liv. Således giver Hansen Jacobsen os ikke en fiks og færdig pakke med svar på, hvordan vi skal tackle tidens problemer. Han nøjes med at gengive dem, sådan som han, "den klartskuende kunstner", ser og oplever dem.

### Livets spilellerHungertog til musik
I en alder af 70 år skabte Hansen Jacobsen sin sidste store skulpturgruppe, Livets spil fra 1932-34. Værket bygger på en ambitiøs ide om at skildre livets veje og afveje og hviler med Teresa Nielsens ord, ”mellem iagttagelse af de nære omgivelser, hvor han fandt sine modeller, og en almengørelse af disse.” I skulpturgruppen ophøjer han ”de afbildede mennesker til symboler på livets mangeartede tilskikkelser - moderskab, sorg, forkrøbling.”
Skulpturen fik en lunken modtagelse. Københavnerne døbte den straks ”Hungertog til musik” og Politikens anmelder beskrev skulpturen som ”et Stykke romantisk Filosofi i Gips, der strømmer over af Følelse og lader haant om al kunstnerisk Begrænsning.” Spiren til værket blev ifølge Hansen Jacobsen lagt, da han engang i Paris hørte Beethovens niende symfoni: “der dannede sig for hans indre Blik en vandrende Menneskeskare i stærk Bevægelse, men længe var det saaledes for ham, at hver Gang han nærmede sig den for at give den Liv i Leret, svandt den bort som en Taage. Hvad, der især voldte ham vanskeligheder, var at forbinde Gruppen med Musik, først da han nogle Aar senere hørte og saa Violinvirtuosen Eugène Ysaye, forstod han med ét, at der i Spidsen for Menneskeskaren skulde gaa en Spillemand, der med sin Violin Symboliserer de Livets dybe, hemmelige Kræfter, der tvinger os fremad, saa længe vi endnu blot kan flytte en Fod, hvor tunge end Livets Byrder maatte være, og hvor forskellig end hver enkelts Skæbne former sig.”
Egentlig var det Hansen Jacobsens mening at Livets spil, i lighed med Beethovens symfoni, skulle være en hyldest til livets storhed og mangfoldighed. Dog er udtrykket snarere, at han ikke har kunnet gøre sig fri af den melankolske tone, der har præget så store dele af hans værk, for i stedet for en hyldest er værket snarere endt som en tragisk sørgemarch.

## Keramikken
Da Niels Hansen Jacobsen i perioden 1892-1902 var bosat i Paris, var han nabo til den berømte franske keramiker og billedhugger Jean Carriès samt til keramikeren og storsamleren af asiatisk keramik, Paul Jeannneney, som begge i høj grad inspirerede ham til at give sig i kast med keramikken. Det er også muligt, at Hansen Jacobsen er blevet inspireret til arbejdet med keramik af vennen J.F. Willumsen, der ligeledes dyrkede denne kunstform i sit pariseratelier i første halvdel af 1890’erne. Men generelt var interessen for keramik og for kunsthåndværk i det hele taget stor på dette tidspunkt. Med Erik Lassens ord var der ”keramisk grøde” både i Paris og i København. I forbindelse med de store opvisninger, som Verdensudstillingerne i Paris i 1878 og 1889 udgjorde, herskede der stor fransk begejstring for især asiatisk raku og stentøj. Den dekorative kunst, og i særdeleshed keramikken, havde desuden en voksende rolle på de årlige udstillinger (salonerne), og disse forskellige tendenser fik livslang indflydelse på Hansens Jacobsens virke.
Fra omkring 1894 arbejde han seriøst med keramik, og fra 1898 udstillede han sine resultater på Salon National des Beaux Arts i Paris. Lig Carriès blev keramikken for Niels Hansen Jacobsen en slags besættelse - i den grad, at den store skulpturproduktion til tider trådte i anden række. Det var da også den velsælgende keramik samt grav- og mindestensproduktionen, han levede af - ikke sine skulpturer.
Hansen Jacobsens keramik er vanskelig for en kunsthistoriker at arbejde med. Kunstneren har kun yderst sjældent dateret sine værker (max. én ud af 100), og hvor nogle af de tidligste arbejder har talkoder, findes der desværre ikke 'nøgler' til deres afkodning. Ved sin død bad Hansen Jacobsen nemlig om at få brændt alle sine efterladte papirer - et ønske, som en efterkommer opfyldte. Der er indledt en systematisk registrering af Hansen Jacobsens keramik, men det vil vare længe inden der kan etableres en tilnærmelsesvis sikker kronologisering.
Hansen Jacobsens keramik kan inddeles i to hovedgrupper - de brugsprægede former (såsom skåle, vaser og kander) samt de skulpturelle værker, hvad enten disse er skitser og udkast eller statuetter lavet i et større oplag i form.
Som Jeanneney og andre af de franske keramikere i kredsen omkring Jean Carriès, bearbejdede Hansen Jacobsen materialet på mange forskellige måder. Nogle gange drejede han formerne op, andre blev pølset op, og andre igen blev støbt. Den asiatiske inspiration førte til en forkærlighed for det unikke, der blev understreget ved håndens tryk på den for 'perfekte' form. Krukkerne blev trukket, skubbet og skåret på uventede måder. Har man dem i hænderne, er det tydeligt, hvordan han har 'klemt' det enkelte værk.
Efter endt brænding tilføjedes sokler i tin, bronze og træ, eller bly fattedes direkte om formen. Soklerne er med stor præcision skabt til det enkelte værk. Ved hjemkomsten til Vejen indledte Hansen Jacobsen et nært samarbejde med Snedker Jørgensen, der har skabt træsokler i mange forskellige træsorter og i en rig variation af former.
At Hansen Jacobsen var autodidakt i arbejdet med keramikken gav ham en frihed, hvis resultat blev værker, der selv i dag betragtes som eksperimenterende og anderledes. Sammenlignet med den samtidige europæiske keramik virker hans værker fortsat rå og grænseoverskridende - måske særligt nordiske? Karakteristisk er det, at de med tiden fortsat virker nutidige og vedkommende. Fælles for de forskellige keramiske udtryksformer er, at de fremstår som produkter af en legesyg og eksperimenterende arbejdsproces. Hansen Jacobsen interesserede sig ikke for basale pottemagerkvaliteter. Hans tilgang var i højere grad billedhuggerens, hvorfor hans keramik ofte markerer grænsetilfælde mellem skulptur og keramik.
Ifølge Niels Th. Mortensen fik arbejdet med leret afgørende betydning for udviklingen af billedhuggerens symbolistiske udtryk, hvor han i højere grad følger sin fantasi end et på forhånd givet udtryk: “Ved at danne Skaale og Fade efter Naturformer har han opdaget, hvor begrænset den saakaldte Naturalisme var i sin Opfattelse af Naturen. Leret førte ham tilbage til Jordens oprindelige Former.”
I forbindelse med Hansen Jacobsens første separatudstilling i Danmark i 1901 skriver den senere direktør på Kunstindustrimuseet Emil Hannover: “Det store Flertal af Hansen-Jacobsens Smaakrukker og Smaaskaale er Krims-Krams, en leg med det taalmodige Ler, der her er misdannet i allehaande vredne og skæve Former for slutteligt at segne under tykke Glasurer, hvis Tunghed og Pragt er mere, end det kan bære.”
90 år senere lancerede kunsthistorikeren Maria Fabricius Hansen en anderledes forståelse for Hansen Jacobsens tilgang til både keramikken og skulpturen: “Hansen Jacobsen har arbejdet meget bevidst og disciplineret med det tilfældige aspekt. Med udgangspunkt i en forestilling om, at det alt for perfekte og vellykkede ofte kan virke overfladisk og ligegyldigt, arbejdede han sig frem til en kunstopfattelse, der dyrker grænseområdet til det mislykkede. Den mangel på balance og den antydning af disproportionering, der er karakteristisk for hans skulptur og statuetter, og den “Mangel på Holdning i Linjerne”, der gjorde Hannover skeptisk ved udstillingen 1901, kan ses som et Udtryk for denne kunstopfattelse.”
I Paris derimod var anmelderne hurtigere i deres accept af Hansen Jacobsens keramik, og allerede omkring 1898 omtalte de hans arbejder på linje med tidens store franske navne som Auguste Delaherche (1857-1940), Taxile Doat (1851-1939), Alexandre Bigot (1862-1927) og Etienne Moreau-Nélaton (1859-1927).

## De frie Billedhuggere
I 1905 var Niels Hansen Jacobsen en af stifterne af kunstsammenslutningen De frie Billedhuggere, der fungerede i årene 1905-1913 som en selvstændig filial af Den Frie Udstilling. Sammenslutningen bestod af billedhuggere, der alle på en eller anden måde følte sig i opposition til den officielle Salon på Charlottenborg, hvor skulpturen blev henvist til gennemgangsrum som forhal og trapperum. De øvrige stiftere var Viggo Jarl (1879-1965), Anders Bundgaard (1864-1937) og Rudolph Tegner (1873-1950).
Hverken stifterne eller de medlemmer, der hurtigt tilsluttede sig sammenslutningen, havde et egentligt fælles teoretisk eller filosofisk udgangspunkt - og dog. For de var alle, som Teresa Nielsen skriver, ”blevet til i bruddet med en tyngende klassisk tradition – i skismaet mellem realisme og symbolisme. Desuden var mange af dem præget af deres møde med det moderne under kortere eller længere ophold i Paris.” Derudover havde de et fælles grundlag i tidens dyrkelse af individet og i de krav, som individets totale frihed stillede til tidens kunstnere. Krav som Hansen Jacobsens Friheden i århundredets slutning sandsynligvis er en refleksion over. Ikke mange af medlemmerne af De frie Billedhuggere huskes længere. Som Teresa Nielsen skriver, blev dommen over sammenslutningens hovedskikkelser mange års fortielser. ”Kravet om den klare, plastiske forms dominans over indholdet, som Hannover førte frem i sin anmeldelse af 1905-udstillingen blev også eftertidens målestok.”
Den kunst, som De frie Billedhuggeres generation stod for, fik sine afsluttende monumenter i Willumsens Det store relief fra 1928 og i Hansen Jacobsens mægtige gruppe med titlen Livets Spil fra 1932-34. Begge værker er stort tænkte fortællinger om livet og kunsten, der fik en hård medfart ved deres præsentation.

## Vejen Kunstmuseum
I 1907 påbegyndtes arbejdet med at få bygget et kunstmuseum i Vejen med særlig fokus på bysbarnet Hansen Jacobsens værker. Der skulle dog gå adskillige år før finansieringen og de første bygninger var på plads. I mellemtiden tabte Hansen Jacobsen tålmodigheden og opførte derfor sit eget atelier og udstillingssted i Skibelund, få kilometer fra Vejen. Her åbnede han i 1914 en udstilling af i alt 33 skulpturer samt to vitriner med keramik.
Vejen kunstforening og Vejen sogneråd havde dog ikke helt opgivet tanken om, at byen skulle have sit eget kunstmuseum, men det var først i forbindelse med, at man i 1923 fik opført det store Troldespringvand udført af Hansen Jacobsen, at der for alvor kom gang i planerne igen. På kommunens regning blev der opført et museum og et atelier til Hansen Jacobsen, og i forbindelse med dette opførte Hansen Jacobsen, for egne midler, et beboelseshus.
Byggerierne stod færdige i 1924, hvor Hansen Jacobsen flyttede ind og hvor museet, eller kunsthallen, som den kaldtes, ligeledes åbnede. Her findes i dag stort set alle Hansen Jacobsens skulpturer, en stor samling af hans keramik, hans originale indbo og meget andet, der dokumenterer Hansen Jacobsens liv og produktion.
Om indvielsen i 1924 skriver Hansen Jacobsen til vennen Axel Hou i 1931: “Du kan tro det var en større fest man lavede for mig, de gav mig fribolig og gjorde mig til æresborger i min fødeby, det kunde jeg ikke staa for, det er bedre en mange ordener, dem kan jeg ikke fordrage de hører hjemme på dyrskuer.”

## Død og gravsted
Niels Hansen Jacobsen døde 26. november 1941 og ligger begravet på Vejen kirkegård.